# Autorretrato (Leonardo)
Este Autorretrato (en italiano, Autoritratto) es uno de los dibujos más conocidos del pintor italiano Leonardo da Vinci. Fue dibujado en torno al año 1513 y se encuentra en la Biblioteca Real de Turín. Está realizado en tiza roja y mide 33 cm de alto y 21,6 cm de ancho.

## Descripción de la obra
Leonardo realizaba todas sus obras, incluso los esbozos, cuidando cada detalle. Si se observa atentamente el dibujo, se cae en la cuenta de cada cabello, cada pelo de la barba, está realizado con enorme precisión, aunque el rostro no esté acabado; falta, de hecho, la parte superior de la frente y parte de la barba pero produce la impresión de verse.
Este autorretrato, más que ser fiel como una fotografía, es una interpretación que Leonardo da a su propio rostro, jugando sobre la base de juegos de luces y sensaciones.
Este dibujo tiene una historia realmente sorprendente a sus espaldas: a la muerte de Leonardo, cayó en las manos de Francesco Melzi su fiel colaborador que había heredado todos los manuscritos y los dibujos, y a la muerte de este último, toda la colección se dispersó entre los hijos de Melzi y este retrato fue cedido, vendido, etcétera, y no se supo más de él. Reapareció a principios del siglo XIX en Milán. La confirmación viene del hecho de que había sido copiado y reproducido en una grabación para un libro, y desaparece nuevamente hasta 1840, cuando un coleccionista que lo había comprado quizá en Inglaterra o en Francia, lo vendió a Carlos Alberto de Saboya, junto a dibujos de otros grandes artistas como Rafael y Miguel Ángel. Desde entonces permanece en la Biblioteca Real de Turín.
- Datos: Q993743
- Multimedia: So-called self-portrait by Leonardo da Vinci in the Biblioteca Reale in Turin / Q993743